# Lycia de Biase Bidart
Lycia de Biase Bidart (Muniz Freire,18 de fevereiro de 1910 - 1991) foi uma compositora, pianista e maestrina. Nasceu no interior do  Espírito Santo, em 1910, mas passou a maior parte da sua vida no Rio de Janeiro, onde construiu sua família e escreveu aproximadamente 400 composições até o final da sua vida, em 1991. Foi uma das primeiras mulheres a reger uma orquestra no Brasil, ficando à frente da Orquestra Sinfônica do Theatro Municipal do Rio de Janeiro em 1933 e 1934.

## Vida e carreira
Lycia Vivacqua de Biase nasceu em Muniz Freire, Espírito Santo, dia 18 de fevereiro de 1910. Filha do comandante Pietrângelo De Biase, nascido em Castelluccio Superiore, Itália (1884) e Maria Arcângela Vivacqua De Biase, nascida também em Muniz Freire, Espírito Santo. Iniciou os estudos de piano aos sete anos como uma forma de desenvolver sua concentração. A partir da adolescência, devido ao seu possível déficit de atenção, Lycia parou de frequentar a escola e passou a ter aulas domiciliares com professores contratados para matérias obrigatórias e para a música.
Na juventude, perto dos 18 anos se mudou para o Rio de Janeiro, onde estudou harmonia e composição com o seu principal mentor, o maestro Giovanni Giannetti. Ele participou ativamente do início da vida musical de Lycia, orientando-a em suas composições e regendo várias de suas estreias.
Sua primeira estreia documentada foi a apresentação, em 1927, da obra para soprano e piano (ou órgão) Ave Maria (1927), na Igreja Nossa Senhora da Lapa, Rio de Janeiro (RJ), possivelmente uma de suas primeira composições.
Entre 1930 e 1934, Lycia teve cinco concertos no Theatro Municipal do Rio de Janeiro que foram anunciados em jornais. Em 1932, foi a estreia da sua composição mais aclamada e elogiada por jornais na época, Chanaan (1932), regida por Giovanni Giannetti. O poema sinfônico foi inspirado no romance de Graça Aranha, Canaã, que tem como cenário o Vale de Canaã, situado no Espírito Santo. No ano seguinte, o poema sinfônico foi executado novamente no Theatro Municipal do Rio de Janeiro, dessa vez regido pela própria compositora.
Lycia casou-se com o engenheiro João Baptista Bidart em 1933 e tiveram sua primeira filha em 1935, Cecilia, que recebeu esse nome em homenagem à padroeira da música. Lucia, sua segunda filha, nasceu em 1937. Nos primeiros anos de suas filhas, Lycia parou de aparecer nos jornais, não realizando grandes concertos nem estreias. Nessa época, sua produção composicional também diminuiu comparada aos outros períodos. A compositora era extremamente dedicada à família e isso se reflete em suas composições.
Entre 1945 e 1949, Lycia estudou com Neusa França e Magdalena Tagliaferro para aperfeiçoar sua técnica pianística.
Apesar de passar a vida mais reclusa, ao longo de sua vida foram estreadas algumas composições pontuais. Em 1953, por exemplo, no Ministério da Educação e Cultura, no Rio de Janeiro, aconteceu um concerto para piano e voz apenas com as composições de Lycia. Dentre outras foram executadas as peças Desejo (1947), para soprano e piano; O beijo (1953), para mezzosoprano e piano; e Noite em Salamanca (1950), para dois pianos.
A compositora manteve amizades com músicos como o saxofonista Juarez Araújo e o maestro John Neschling, que estreou uma de suas composições, Adagio Improviso, tocado pela Orquestra de Câmara do Rio de Janeiro, em 1971, na Sala Cecília Meireles. Entre 1972 e 1986, Lycia também trocou cartas com o escritor Carlos Drummond de Andrade, em sua maioria pedindo autorizações para musicar os seus poemas.
Em 1975, a Sonata Fantasia n° 1: Sonata ao mar, ganhou uma menção honrosa no concurso Internacional de música Viotti, realizado em Vercelli, Itália.
Após os 60 anos, Lycia começou a perder a audição progressivamente. No início da década de 1980, ela teve uma séria meningite que intensificou essa perda da audição. Porém, mesmo com a perda parcial da audição, Lycia compôs até o final da sua vida. Faleceu aos 81 anos, dia 10 de julho de 1991, no Rio de Janeiro.
Em 1989, a compositora doou seu acervo de mais de 400 partituras à biblioteca da Escola de Comunicações e Artes da Universidade de São Paulo. Para ver a relação completa das obras doadas, acesse o catálogo Partituras da Universidade de São Paulo. Os manuscritos estão sendo digitalizados, e parte da coleção já está disponível em pdf no catálogo. 

## A Noiva do Mar

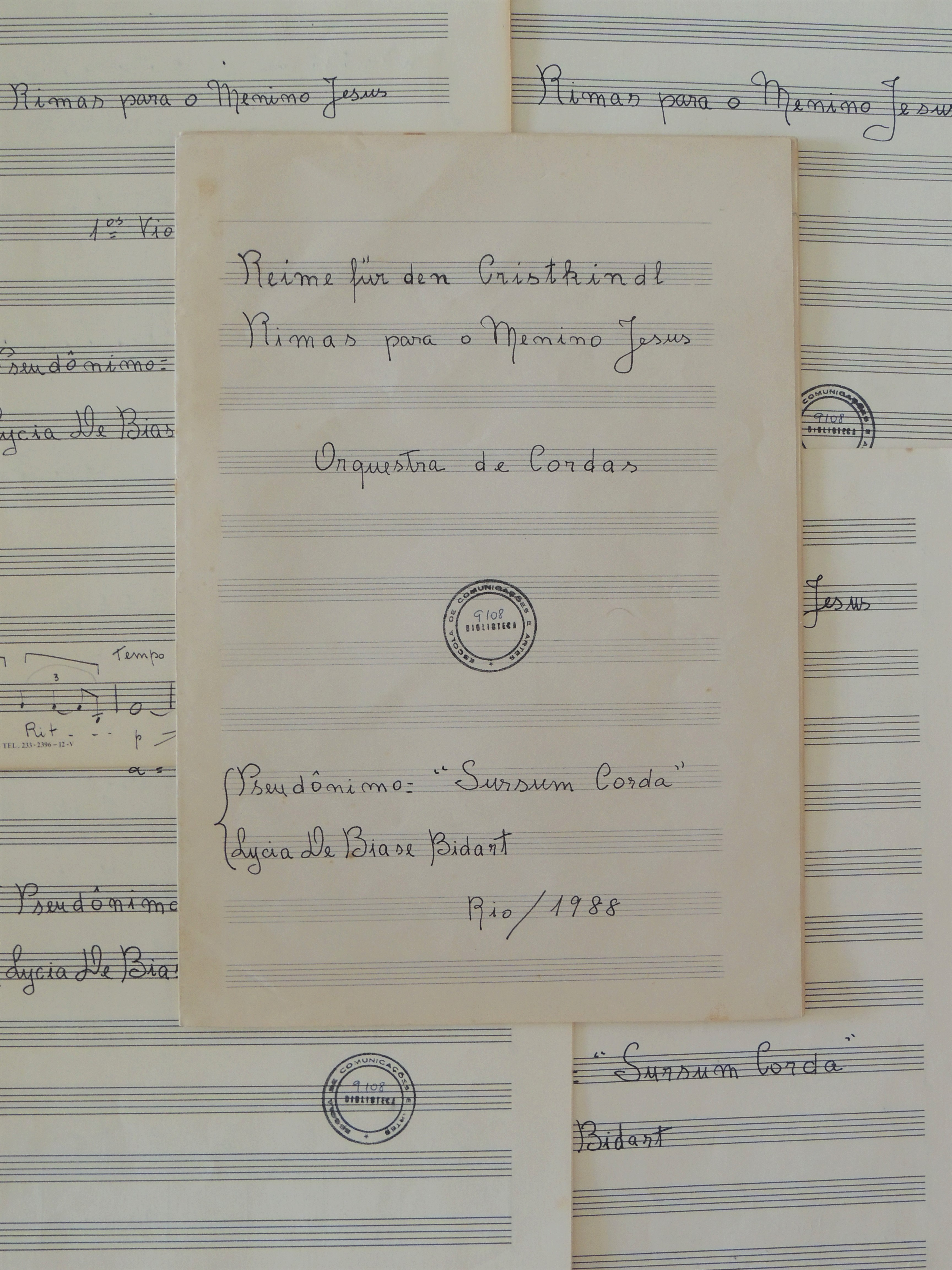
Capa do manuscrito da obra Rimas para o Menino Jesus

A ópera em 3 atos, composta em 1939, é  baseada no conto A noiva do golfinho de Xavier Marques. Os pesquisadores e intérpretes Éder Augusto, Janaína Avanzo, Guilherme Baldovino e Diego Maurilio realizaram a transcrição do manuscrito para o formato digital, a revisão e a diagramação da obra, com apoio do programa Rumos Itaú Cultural 2019-2020. A partitura editada e um trecho em Midi da ópera estão disponíveis no site do projeto. 

## Obras
Algumas de suas obras:
- Ave Maria, soprano e piano (1927)
- Chanaan, poema sinfônico (1932)
- Anchieta, poema sinfônico (1934)
- A noiva do mar, ópera (1939)
- Bazar de bonecos, teatro infantil (1941)
- Estudos expressionistas para dois metais
- Noite, piano solo (1961)
- Cantos ameríndios brasileiros, soprano e piano (1973)
- Cantos tupis para trompa, flauta e clarinete, 1975
- Ballet Fantasia: Simbolismo e Vivência do Jardim Botânico do Rio de Janeiro, ballet (1976)
- O girassol, coro infantil a duas vozes (1979)
- Rimas para o Menino Jesus, orquestra de cordas, 1988